# إدواردو بيمنتل
إدواردو بيمنتل (بالإسبانية: Eduardo Pimentel)‏ هو لاعب كرة قدم كولومبي في مركز الوسط، ولد في 18 مايو 1961 في بوغوتا في كولومبيا. شارك مع منتخب كولومبيا لكرة القدم. أما مع النوادي، فقد لعب مع أمريكا دي كالي وإنديبندينتي ميديلين وديبورتيفو بيريرا ونادي ميلوناريوس.

## وصلات خارجية
- إدواردو بيمنتل على موقع قاعدة بيانات كرة القدم.إي يو (الإنجليزية)
- إدواردو بيمنتل على موقع ناشيونال فوتبول تيمز (الإنجليزية)